# DeeDee Trotterová
De'Hashia „DeeDee“ Tonnek Trotterová (* 8. prosince 1982, Twentynine Palms, Kalifornie) je americká sportovkyně. Trotterová je bývalá národní šampionka NCAA na 400 metrů. Startovala na letních olympijských hrách 2004, 2008 a 2012. Je dvojnásobnou olympijskou zlatou medailistkou ve štafetě 4 × 400 m (2004 a 2012), a bronzovou medailistkou na 400 m (2012).